# Вертковская улица
Вертковская улица (бывшая Оборонная) — улица Кировского и Ленинского районов Новосибирска. По улице 7 января 1971 года установлена граница районов. Нумерация домов идёт справа налево.

## Название
Улица названа в честь деревни Вертково, когда-то располагавшейся в левобережье. Деревня была окружена несколькими сёлами-спутниками: Ересная, Бугринская, Малое и Большое Кривощёково. Упоминалась с 1858 года до 1925 года. На месте самой деревни в настоящее время расположен завод ОАО «Тяжстанкогидропресс».

## Расположение
Вертковская улица начинается от улицы Ватутина, пересекает такие крупные улицы как Сибиряков-Гвардейцев, Римского-Корсакова, Серафимовича, Костычева, Станиславского, Тихвинскую, Петропавловскую, Троллейную и более мелкие улицы и переулки, а затем упирается в Пермскую улицу.

## Организации, расположенные на Вертковской улице
Самые заметные организации:
- «Дом радио» (ВГТРК)
- Драматический театр «На левом берегу»[2]

## Архитектура
Отсчёт домов по улице ведётся от домов, стоящих на пересечении с улицей Ватутина.
- Участок Ватутина — Сибиряков-Гвардейцев:
  - В начале улицы (по чётной стороне) архитектура представлена лишь 4-этажным зданием средней школы (№ 128), выполненным в «сталинском» стиле. По нечётной стороне в этом промежутке располагаются одноэтажное здание и 2-этажное здание горводоканала.
- Участок Сибиряков-Гвардейцев — Римского-Корсакова:
  - Чётную сторону улицы данного участка занимают четырёх-, пятиэтажные жилые дома, общежития хрущёвских времён, а также отдельные 9-этажки брежневской эпохи. В середине участка находится трёхэтажное здание Дома радио, а в конце — здание средней школы (№ 109) 1950-х годов постройки.
  - По нечётной стороне в начале участка расположено трёхэтажное здание Городской детской клинической больницы № 1 «сталинских» времён постройки. На этом участке также расположены 5-этажные жилые дома, общежития и отдельная строящаяся 10-этажка.
- Участок Римского-Корсакова — Станиславского:
  - На данном участке (чётная сторона) от улицы Римского-Корсакова до улицы Станиславского большую часть домов составляют трёхэтажные здания. Отдельно встречаются пятиэтажные и 12-этажные. Ниже, от Вертковской улицы до улицы Немировича-Данченко располагается территория городского водоканала.
  - Нечётную сторону улицы занимают, в основном, в начале улицы трёхэтажные здания. После чего, от улицы Серафимовича до улицы Костычева, расположены: ДК «Радуга» и несколько девятиэтажных панельных жилых домов, а также административные здания. А участок от улицы Костычева до Станиславского занимает частный сектор.
- Участок Станиславского — Троллейная:
  - Начиная с улицы Станиславского по чётной стороне вплоть до Тихвинской улицы расположены два жилых кирпичных дома постсоветской постройки высотой шесть и семь этажей. Участок с Тихвинской улицы и вплоть до Троллейной занимают индивидуальные частные дома.
  - На нечётной стороне весь участок от улицы Станиславского до Троллейной улицы занимает частный сектор.
- Участок Троллейная — Пермская:
  - На данном участке по чётной стороне расположен частный сектор, а по нечётной — один двухэтажный жилой дом.

## Транспорт
Трамвай (№ 2, 10, 16). Другие маршруты общественного транспорта по улице не проходят.

## Галерея

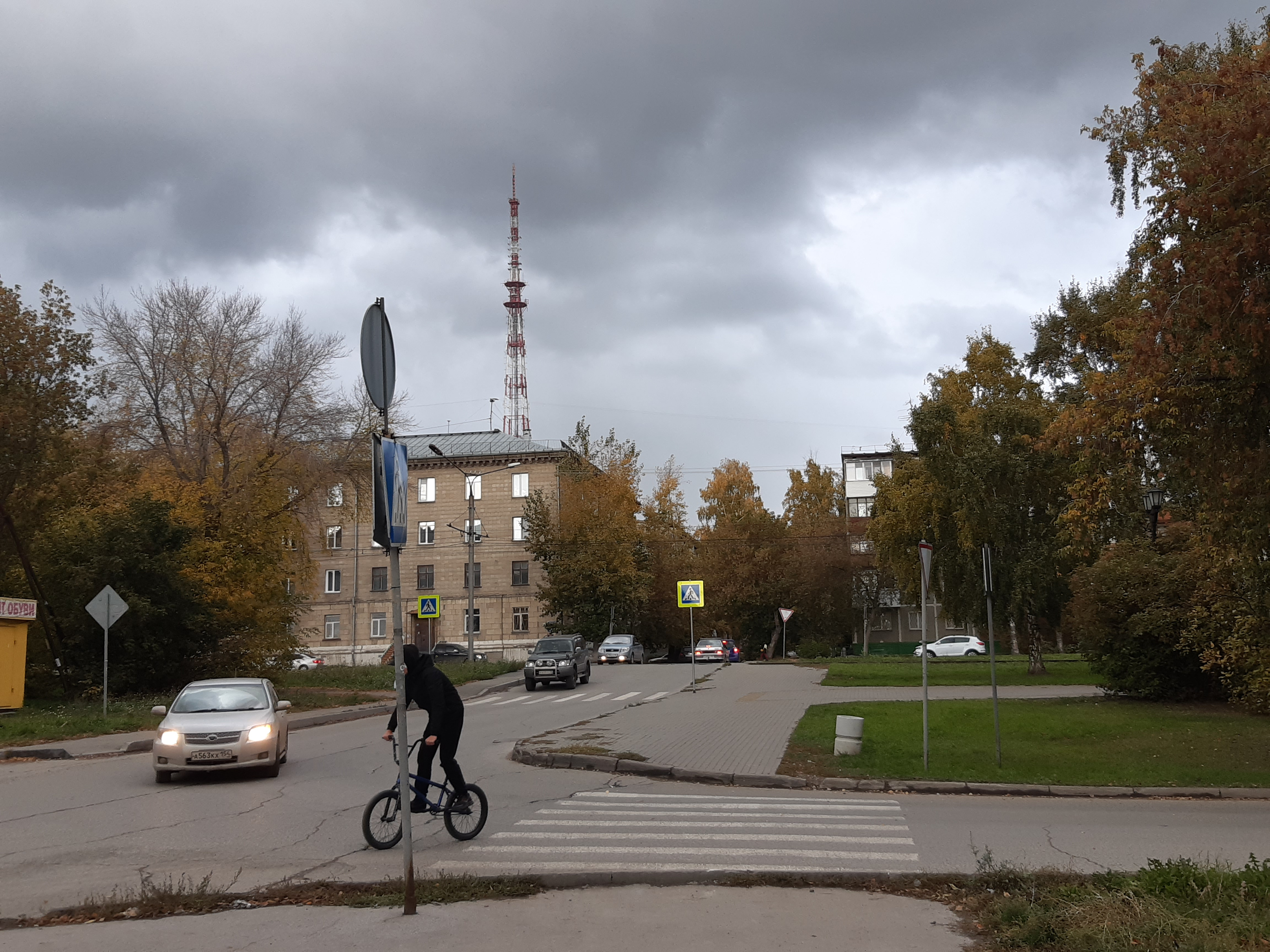
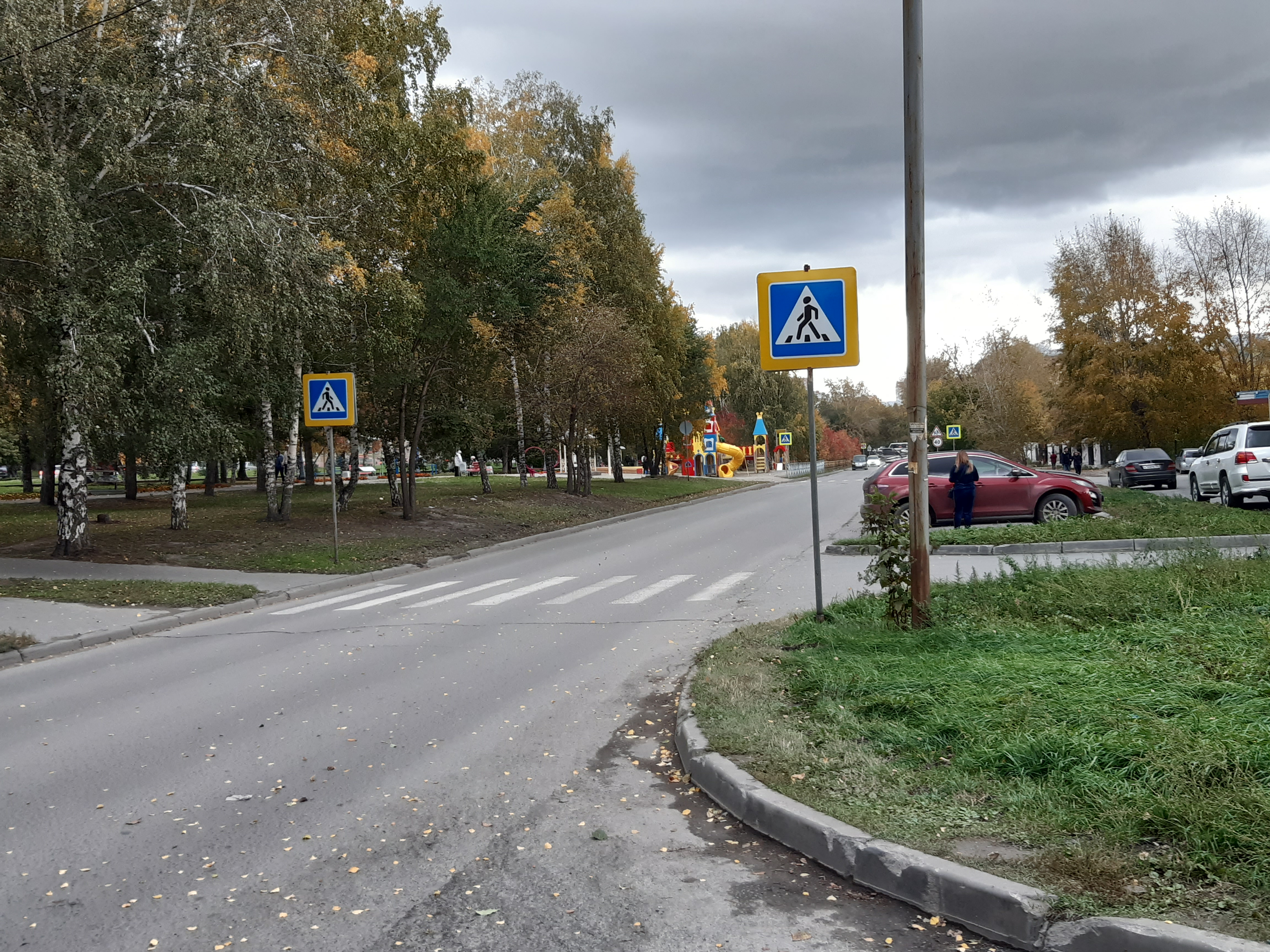
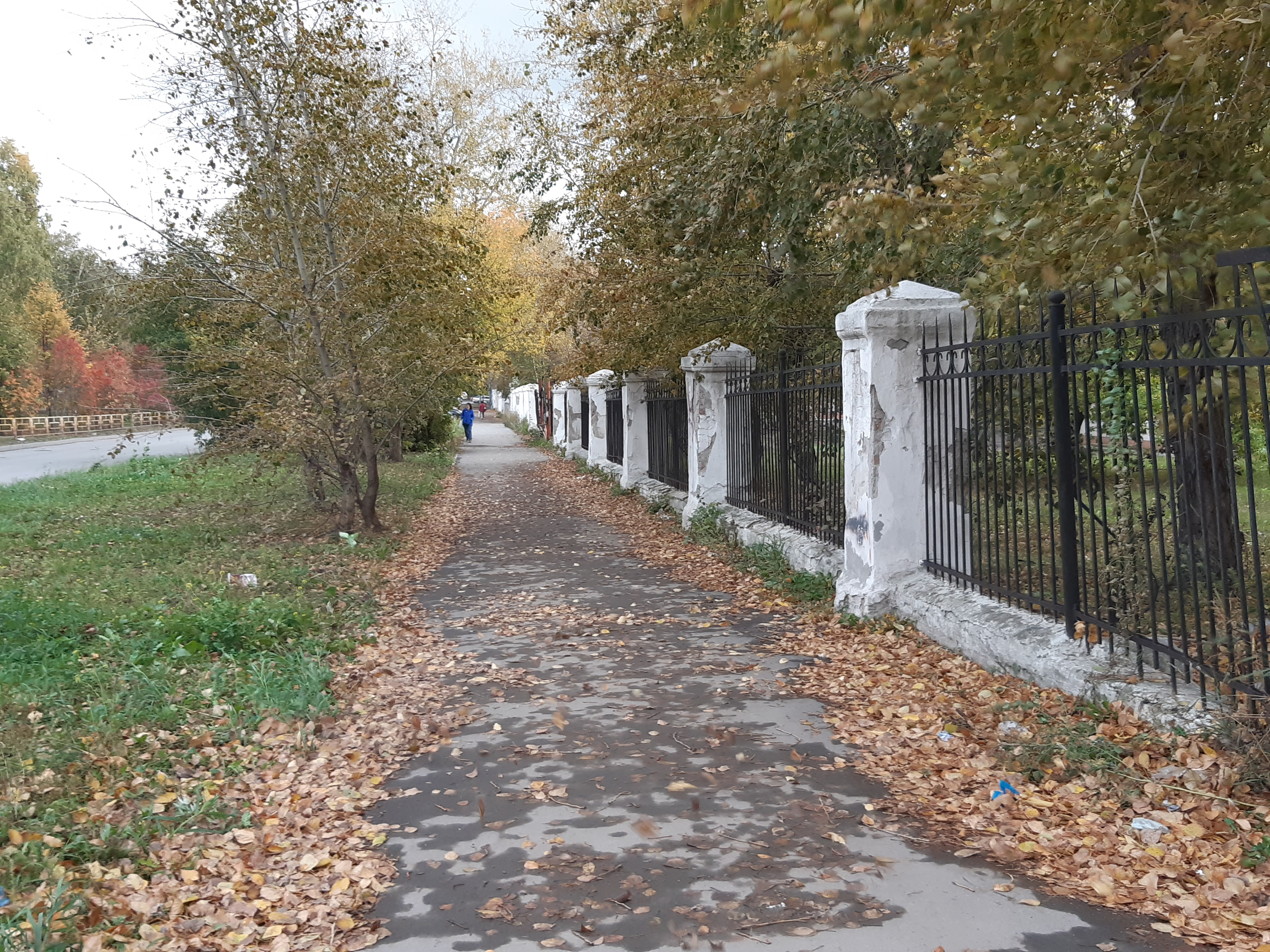
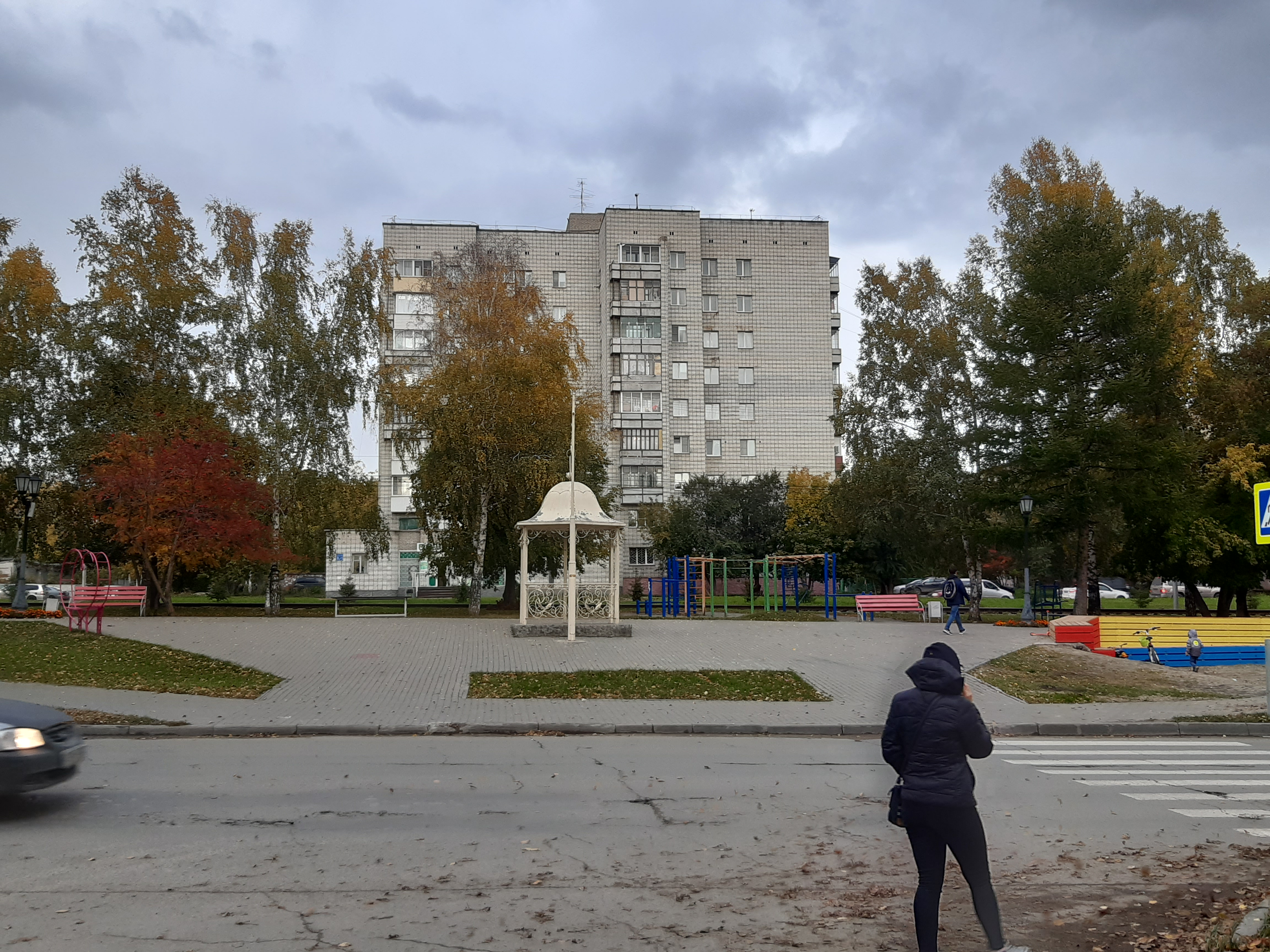